# Karanemoura divaricata
Karanemoura divaricata (лат.) — ископаемый вид веснянок из семейства Perlariopseidae. Казахстан (Каратау, Чимкентская область, Карабастауская свита), юрские отложения (около 160 млн лет).

## Описание
Мелкие веснянки, длина переднего крыла от 12,7 мм.
Вид Karanemoura divaricata был впервые описан в 1987 году российским энтомологом Ниной Дмитриевной Синиченковой Архивная копия от 12 мая 2014 на Wayback Machine (Лаборатория артропод, Палеонтологический институт РАН, Москва) вместе с ископаемым видом Perlariopsis basalis и другими. Виды Karanemoura divaricata, K. manca, K. appropinquata, K. brevis, K. curvata, K. distalis, K. abrupta, K. perpropinqua, K. probata образуют ископаемый род Karanemoura Sinitshenkova, 1987.